# 지바현 제3구
지바현 제3구(일본어: 千葉県第3区)는 일본의 중의원 선거구이다. 1994년 일본 공직선거법 개정으로 신설되었다.

## 지역
- 지바시 미도리구
- 이치하라시

2002년에는 선거구 개편으로 와카바구가 지바현 제9구로 넘어갔다.